# Tokove, Sînelnîkove
Tokove (în ucraineană Токове) este un sat în comuna Lubeanka din raionul Sînelnîkove, regiunea Dnipropetrovsk, Ucraina.

## Demografie
Componența lingvistică a localității Tokove
     Ucraineană (92,31%)
     Rusă (5,13%)
     Belarusă (1,71%)
     Alte limbi (0,85%)
Conform recensământului din 2001, majoritatea populației localității Tokove era vorbitoare de ucraineană (92,31%), existând în minoritate și vorbitori de rusă (5,13%) și belarusă (1,71%).